# Democracia em Vertigem
Democracia em Vertigem (título em inglês: The Edge of Democracy) é um documentário brasileiro de 2019 dirigido por Petra Costa, que retrata os bastidores do impeachment da presidente do Brasil Dilma Rousseff; o julgamento de seu antecessor, Luiz Inácio Lula da Silva; o pleito que elegeu o candidato de direita Jair Bolsonaro; e a crise político-econômica no país.
Com acesso privilegiado a Dilma, Lula, Bolsonaro e outros políticos importantes, Petra Costa entrelaça o pessoal e o político para narrar um momento decisivo da história recente do Brasil, também considerado como "uma advertência a todas as democracias do mundo". Em uma sucessão de eventos que se assemelha a um filme de suspense, o documentário captura intimamente os três presidentes em plena disputa política, além de mostrar o dano colateral que essa disputa causou à democracia.
O filme foi indicado ao Oscar de Melhor Documentário de Longa Metragem em 2020.

## Lançamento
Democracia em vertigem teve sua primeira exibição mundial em 24 de janeiro de 2019, no MoMA, durante o Festival de Sundance, quando foi apresentado pelo cineasta Spike Lee.   A Netflix adquiriu os direitos de distribuição do filme, que foi lançado comercialmente em 19 de junho de 2019  junto com projeções em cinemas de Nova York e Los Angeles. Ao longo do ano de 2019, foi o segundo documentário mais visto da plataforma no Brasil. 

## Recepção

### Crítica especializada
No agregador de críticas de televisão e cinema Rotten Tomatoes, Democracia em Vertigem tem 96% de aprovação baseado em 23 críticas. No Metacritic, outro agregador de críticas, o filme tem a nota de 81/100, baseado em 12 críticas. O portal AdoroCinema classificou o filme como bom, tendo a nota 3,5 de 5 estrelas.
Um jornalista do The New York Times elogiou o filme, chamando-o de "uma crônica de traição cívica e abuso de poder, e também de desgosto". Leslie Felperin, do The Guardian, deu ao filme 4 de 5 estrelas, dizendo: "[Petra] Costa consegue elaborar uma cartilha íntima sobre a queda do Estado no populismo e o desgaste do tecido democrático do país". David Ehrlich, do IndieWire, deu ao filme uma nota B e descreveu-o como "um retrato zangado, íntimo e assombroso do recente deslize do Brasil de volta às garras abertas da ditadura".
O crítico Lawrence Garcia do The A.V. Club atribuiu uma revisão mista ao filme, elogiando a cobertura dos temas trazidos pela direção, mas criticando a falta de abrangência do documentário, dizendo: "Ao investigar o processo de impeachment, por exemplo, [Petra] Costa enfatiza sistematicamente as maquinações políticas injustas da Câmara dos Deputados do Brasil, mas também encobre as falhas do governo de Dilma e sua manipulação incontestável do orçamento federal."; ainda sobre a cobertura dos temas do filme, finalizou: "[…]oferecer uma exploração completa e honesta desses assuntos poderia tê-lo sustentado."
A Revista Crusoé publicou crítica negativa, observando que o documentário "retorce a realidade para dizer que a democracia está em risco no Brasil [o que] pode enganar Hollywood, mas é só o desabafo narcisista de uma garota inconformada".

### Outras críticas
Após o anúncio da indicação do filme ao Oscar, repercutiu na imprensa do Brasil o fato da polarização política brasileira ter chegado a tal premiação. Nas redes sociais, o documentário foi elogiado em sua maioria por perfis de esquerda, mas criticado por perfis da direita política.
Pedro Bial chamou o documentário de "insuportável (...) É um filme de uma menina dizendo para a mamãe dela que fez tudo direitinho, que ela está ali cumprindo as ordens e a inspiração de mamãe, somos da esquerda, somos bons, não fizemos nada, não temos que fazer autocrítica. Foram os maus do mercado, essa gente feia, homens brancos, que nos machucaram e nos tiraram do poder, porque o PT sempre foi maravilhoso e Lula é incrível". Após ser "linchado" nas redes sociais por este comentário, Pedro Bial escreveu um artigo para o O Globo pedindo paz. Este episódio e o comentário repercutiram na mídia do Brasil.
Michel Temer, que foi um dos retratados no filme, disse em entrevista à Folha de S. Paulo que "as imagens são reais, [o documentário é] muito bem fotografado, muito bem produzido, entretanto, há uma postura político-partidária e pessoal que retira a credibilidade do filme".

### Prêmios e festivais
| Prêmio                                       | Data                   | Categoria                             | Resultado | Ref           |
| -------------------------------------------- | ---------------------- | ------------------------------------- | --------- | ------------- |
| CPH:DOX                                      | 1 de abril de 2019     | Prêmio CPH:DOX                        | Indicado  | [ 35 ]        |
| Sheffield International Documentary Festival | 12 de junho de 2019    | Prêmio Tim Hetherington               | Indicado  | [ 36 ]        |
| Sundance Film Festival                       | 3 de fevereiro de 2019 | Cinema Mundial - Documentário         | Indicado  | [ 37 ]        |
| Oscar                                        | 9 de fevereiro de 2020 | Melhor Documentário em Longa-metragem | Indicado  | [ 38 ] [ 39 ] |